# Pogonospora graeca
Pogonospora graeca är en svampart som beskrevs av Petr. 1957. Pogonospora graeca ingår i släktet Pogonospora och familjen Diatrypaceae.   Inga underarter finns listade i Catalogue of Life.